# Юнусов, Руслан Хасумович
Руслан Хасумович Юнусов — сотрудник Министерства по чрезвычайным ситуациям Российской Федерации, заместитель министра по чрезвычайным ситуациям Чеченской Республики, полковник внутренней службы, погиб при исполнении служебных обязанностей.

## Биография
Руслан Хасумович Юнусов родился в 1964 году. 5 августа 1982 года он был призван на службу в Вооружённые Силы СССР. Окончил военное училище, после чего служил на различных командных должностях. Участвовал в войне в Афганистане в составе ограниченного контингента советских войск. Дослужился до должности командира батальона, позднее был переведён в Грозный, став военным комиссаром одного из районов столицы Чеченской Республики.
В 2000 году полковник Руслан Юнусов перешёл на службу в Министерство по чрезвычайным ситуациям Чеченской Республики, где сразу был назначен заместителем министра, одновременно возглавив министерский отдел инженерно-технических мероприятий. Принимал активное участие в налаживании мирной жизни в республике по завершении открытых боевых действий Второй чеченской войны.
4 января 2002 года полковник Руслан Хасумович Юнусов погиб при исполнении служебных обязанности. Обстоятельства его гибели так до конца и не были выяснены. Как известно из средств массовой информации, около 13:00 бронированная разведывательно-дозорная машина БРДМ-2, закреплённая за Ленинской районной военной комендатурой Грозного, заехала на территорию базы Министерства для её ремонта. По официальной версии, в то же время за несколько дней до того из подобной боевой техники была обстреляна автомашина сотрудника чеченского МЧС Лом-Али Мираева, который при этом был ранен. Между тем, БРДМ по предварительной договорённости двигалась для проведения ремонтных работ. Сотрудники МЧС приблизились к ней и потребовали оставаться на месте. Водитель по неизвестной причине не подчинился и начал движение в сторону выезда. Юнусов, видя, что машина с, как он полагал, преступниками пытается скрыться в направлении Ленинской комендатуры, запрыгнул на неё и курткой закрыл смотровую щель. В это время он получил два смертельных ранения и скончался на месте. По одним данным, стрелял часовой комендатуры, увидевший Юнусова на броне, по другим, выстрелы были произведены военнослужащими из экипажа БРДМ-2.
По факту гибели Юнусова было проведено расследование, ход которого контролировали прокурор республики и глава республиканского МВД. Двое военнослужащих-контрактников, находившихся в боевой машине, были задержаны. Однако в дальнейшем их вина так и не была доказана, в результате чего они были освобождены. Мать и брат погибшего полковника подали иск в Европейский суд по правам человека, который посчитал, что эффективное расследование так и не было произведено, и постановил выплатить им компенсацию в размере 69 тысяч евро.

## Память
- В честь Юнусова названа одна из улиц города Грозного (бывшая улица Строителей)[2].